# Плавно (Великопольське воєводство)
Плавно (пол. Pławno) — село в Польщі, у гміні Мурована Ґосліна Познанського повіту Великопольського воєводства.
У 1975-1998 роках село належало до Познанського воєводства.